# Ліберія на літніх Олімпійських іграх 2020
Ліберію на літніх Олімпійських іграх 2020 представляли три спортсмени в одному виді спорту.